# 約櫃

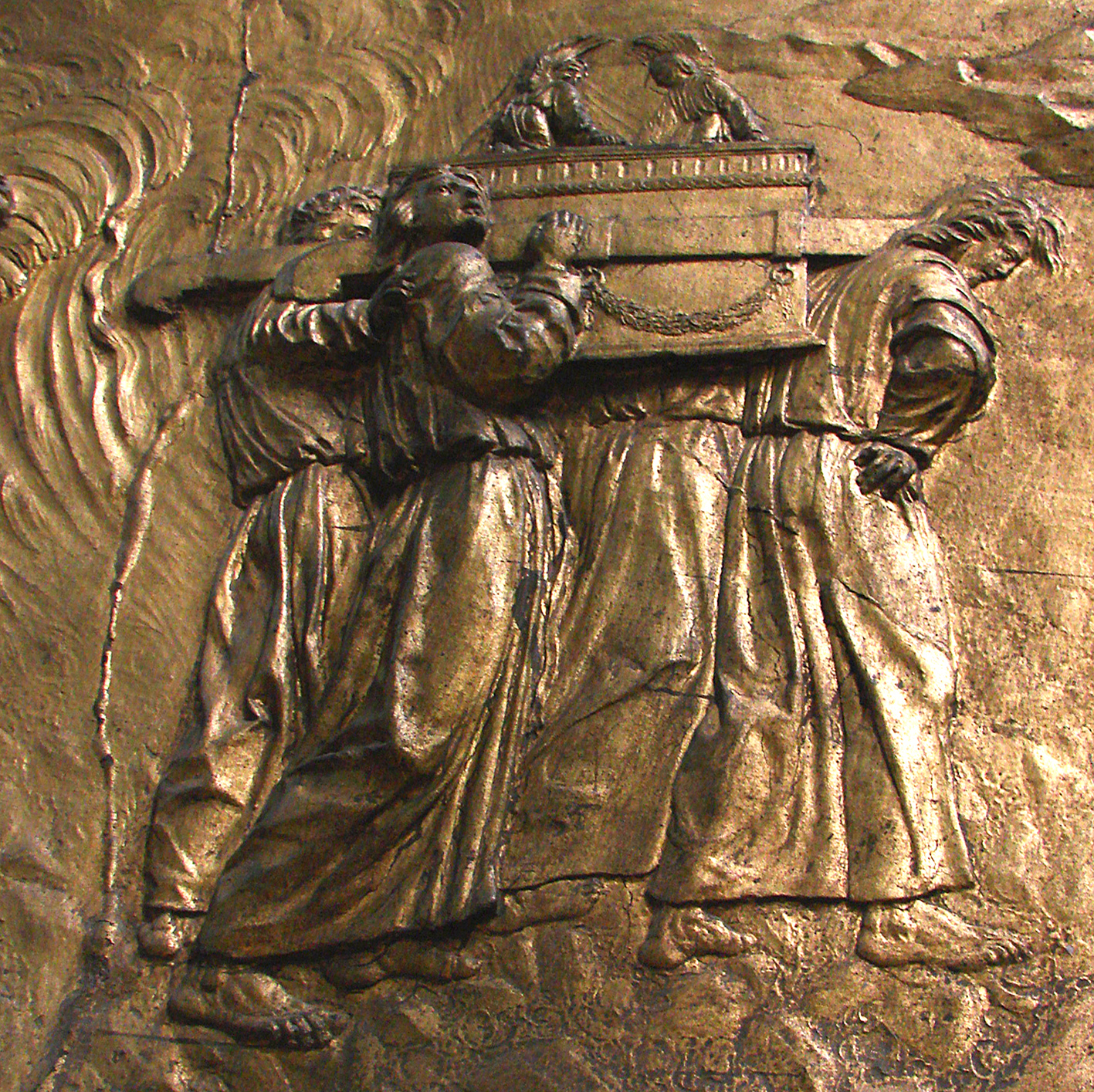
法國歐什主教座堂的約櫃浮雕

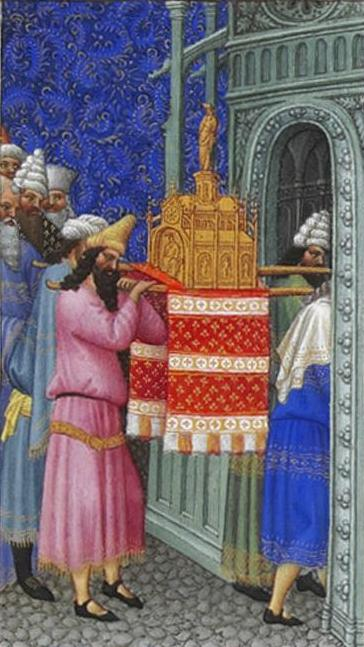
《貝里公爵的豪華時禱書》中描繪約櫃抬入所羅門聖殿的插圖。

契约之柜（希伯來語：אָרוֹן הָבְּרִית、Ārōn Hābrīt）简称契约柜或约柜，又稱法櫃，是古代以色列民族的聖物。

## 聖經记载

### 外观
关于约柜的尺寸，样式还有装饰，圣经出埃及记里面有十分详细的记载，在出埃及记25章10-22節写道：

“要用皂荚木做一柜，长二肘半，宽一肘半，高一肘半。要里外包上精金，四围镶上金牙边。也要铸四个金环，安在柜的四脚上；这边两环，那边两环。要用皂荚木做两根杠，用金包裹。要把杠穿在柜旁的环内，以便抬柜。这杠要常在柜的环内，不可抽出来。必将我所要赐给你的法版放在柜里。
要用精金做施恩座，长二肘半，宽一肘半。要用金子锤出两个基路伯来，安在施恩座的两头。这头做一个基路伯，那头做一个基路伯，二基路伯要接连一块，在施恩座的两头。二基路伯要高张翅膀，遮掩施恩座。 基路伯要脸对脸，朝着施恩座。要将施恩座安在柜的上边，又将我所要赐给你的法版放在柜里。我要在那里与你相会，又要从法柜施恩座上二基路伯中间，和你说我所要吩咐你传给以色列人的一切事。”」

有人從至聖所的帳門窺望過，發現約櫃的上方經常都有雲霧積聚。另有一名為施恩座的物體，相傳在贖罪日的儀式中會放在約櫃上。

## 有关约柜的律法
當以色列人在曠野裡流浪時，約櫃一直都放在會幕的至聖所內，直到所羅門王於耶路撒冷興建聖殿為止。
約櫃是以色列人的聖物，象徵着耶和华的临在，根据摩西律法规定，只有作为祭司的利未人才可以抬扛约柜，但是任何人都不得触碰约柜。根據《聖經》記載，乌撒在运送约柜期间违反上帝的律法，擅自触碰约柜而被击杀。

### 离开圣幕
在撒母耳先知的日子，示羅的遭遇使以色列人的宗教感情大受打擊。他們迷信以為神聖的約櫃可以拯救他們，使他們不致被非利士人所擊敗。因此他們將約櫃從設於示羅的帳幕的至聖所中取出，由大祭司以利兩個作惡的祭司兒子，將約櫃帶到戰場上。但是約櫃並沒有保護他們，使他們免於遭受因為違反耶和華的律法所招致的惡果，（撒母耳記上4:10 非利士人和以色列人打仗，以色列人被擊敗，各向各家奔逃；被殺的人甚多，以色列的步兵仆倒了三萬。）很不幸地，約櫃落入信奉異教的非利士人手中，以利兩個作祭司的兒子，何弗尼和非尼哈，均在戰場上被殺。當大祭司以利獲悉神的約櫃被擄去這個不幸的消息時，他暈倒在地，結果折斷頸骨而死。以色列人繼續受非利士人所壓迫。然而崇拜偶像的非利士人後來因為飽受災禍打擊，而將約櫃遣回以色列的境界伯示麥，（撒母耳記上6:19	耶和華因伯示麥人觀看祂的約櫃，就擊殺他們，共擊殺了民中七十人。）因此約櫃被送往基列耶琳，象徵耶和華神同在的約櫃，停在基列耶琳有二十年之久，沒有立刻返回示羅的神聖帳幕中。

### 返回耶路撒冷
大约70年以后，大衛嘗試從基列耶琳運送約櫃去耶路撒冷。當時約櫃放在牛車上，烏撒和他兄弟領着前行。聖經説：“到了拿艮的禾場，因為牛失前蹄，烏撒就伸手扶住上帝的約櫃。上帝耶和華向烏撒發怒，因這錯誤擊殺他，他就死在上帝的約櫃旁。”幾個月後，大衛按照上帝指定的方式運送約櫃，由利未族哥轄人扛抬着送到耶路撒冷去，這次一路順順利利。

### 约柜消失
耶和華通過耶利米發出警告，他會對待耶路撒冷像他對待一度得享殊榮的示羅一般。因此巴比倫人在公元前587年將耶路撒冷摧毁。甚至所羅門王所建及有約櫃設於其中的聖殿亦被夷為平地。約櫃本身則消失蹤影。災難臨到示羅之後，非利士人容許以色列人留在當地。但是在新巴比倫帝国毁滅了耶路撒冷及其中的聖殿之後，他們將大部分劫後餘生的猶太人放逐到遙遠的巴比倫成为巴比倫之囚。剩下的少數猶太人也最後發生恐慌而逃往埃及去。這使整個猶大地區淪為無人居住。

## 约柜的下落

### 损毁说
圣经没有说明约柜的去向，很可能在新巴比倫帝国攻占耶路撒冷后将其捣毁（列王紀下 第二十五章）。但是，公元1世紀的猶太歷史學家弗拉維奧·約瑟夫斯认为，約櫃在公元70年犹太战争时被羅馬帝國軍隊毀滅，連同聖殿一同被毀。

### 埃塞俄比亞擁有說
埃塞俄比亚史诗《众王荣耀》记载了示巴女王与所罗门王之子孟尼利克一世把約櫃偷運出耶路撒冷，据说现存放於埃塞俄比亚阿克蘇姆市的聖瑪利教堂。
探索頻道曾派攝製隊前往埃塞俄比亞，追尋消失了的約櫃，不過當地的教士一直都不肯讓攝製人員觀看。因此，約櫃是否仍然存在，到今日仍然是一個謎。